# Eriastichus oasis
Eriastichus oasis (лат.) — вид мелких хальциноидных наездников из подсемейства Tetrastichinae (Eulophidae). Встречаются в Центральной Америке: Коста-Рика (Heredia, Estación Biológica La Selva, на высоте 75 м, 10°26’N, 84°01’W).

## Описание
Мелкие наездники-эвлофиды, длина 1,3 — 1,4 мм. От близких видов отличается следующими признаками: вентральный выступ скапуса равен 0,5 длины скапуса, антенны с дорсобазальными щетинками на F1 равны 0,5 × длины F1; брюшко с боковыми пучками светлых уплощенных щетинок на Gt6. Голова и проподеум тёмно-коричневые, скапус желтовато-коричневый, педицель бледно-коричневый, жгутик бурый. Мезоскутум и мезоскутеллум чёрные с металлическим отблеском, дорселлум бледно-коричневый. Ноги желтовато-коричневые. Брюшко тёмно-коричневое. Тело покрыто многочисленными тонкими короткими волосками. Скуловая борозда изогнута; брюшко с раздутой плевральной мембраной между Gt1-4 и Gs1-4; у обоих полов пучок светлых и уплощенных щетинок сбоку на Gt6. Усики 12-члениковые (булава из 3 члеников). Биология неизвестна. Предположительно, как и другие близкие группы паразитируют на насекомых.

## Таксономия
Вид был впервые описан в 2021 году шведским гименоптерологом Christer Hansson по материалам из Коста-Рики.